# Népi játékok
Népi játékok körébe tartoznak a népköltészet párbeszédes formái, a népi gyermekjátékok, a színpadra alkalmazott népi játékok és a népi játék mint sajátos színpadi műfaj.

## Népköltészet

### Népköltészet
A népköltészet párbeszédes formájú alkotásai, amelyek többnyire valamely szokáshoz, közösségi alkalomhoz kötődnek, s szereplőik is magából a közösségből kerülnek ki. Szövegeik is – a népköltészet dramatikus termékeként – évszázadok alatt állandósultak, a közvetlen előadásban azonban nem kizárt a rögtönzés, az előadási alkalomhoz, helyhez, a közönséghez való igazodás.
A népköltészetben a kategóriájába sorolhatók a különböző egyházi ünnepekhez kötött dramatikus műfajok (betlehemes, passiójáték), a lakodalmi szokások (amelyek igen sok helyen meghatározott forgatókönyv szerint mennek végbe), a farsangi játékok és az alakoskodások (utóbbiak tulajdonképpen a régi pogány rituális szokások maradványai, amelyek elveszítették eredeti tartalmukat, s a legkülönbözőbb közösségi alkalmak keretében fűszerezik a közösség együttlétét).

### Betlehemezés
A népi játékok köréből leginkább a betlehemes játékok keltették fel viszonylag korán a magyar értelmiség figyelmét. Gyűjtésük, kutatásuk már a 19. század elején megkezdődött, hiszen ezekben is – a népköltészeti alkotásokhoz hasonlóan – az ősit, a magyart, a nemzeti jelleget keresték. Kezdetben a népszokás fogalma még nagyon tág és széles tartományban mozgott, beletartozott a népdal, eredetmonda, de ugyanakkor e címszó alatt tárgyalták a nagyon is népszerű farsangi játékokat, karácsonyi misztérium (betlehemes) játékokat is. A „kutatók” leginkább pozitivista szövegközlésre, a szokás tudósítás formájában történő leírására törekedtek.
Tudománytörténeti szempontból jelentős Réső Ensel Sándor 1867-ben, Pesten megjelent Magyarországi népszokások című könyve, melyben kitér az erdélyi (szatmári) betlehemes játékokra is. 1869-ben Orbán Balázs ír le egy csíkszéki szokást, ez az első vallásos játék Erdélyből, mely közlésre kerül. A századforduló tájékán számottevő a szokásleírások száma, melyeket az Ethnographia és a Néprajzi Értesítő közöl: Wlislocki Henrik: Az erdélyi szászok húshagyója. Magyar Újság 1894/37. Kovács Bálint: A zágoni nép szokásai és babonái. Ethnographia, 1895. Horger Antal: A hétfalusi csángók boricatánca. uo. 1899. 106-114. Harmath Lujza: Nyárádmenti székely népszokások uo. 1899. Matuska Lászlóné: Krassószörényi lakodalmi szokások. uo. 1900. 26-31. Czárán Gy.: Arad megyei kolindálás és turka-táncoltatás. uo. 1901. 221-225. Szabó Imre: Farsang és húsvét a dévai csángótelepen. Néprajzi Értesítő, 1906. 90-94. Wichmann Gy.-né: A moldvai csángók szokásaiból. Ethnographia, 1907. 287-294. Schmidt Tibolt: A turkajárás Hunyad megyében. uo. 1910. 102-117. Orosz Endre: Oláh turkajárás Apahidán. uo. 1911. 304-305. Szendrey Zsigmond: Szalontai jeles napok. Ethnographia. 1916. 72-80. Az Erdélyi Múzeum-Egyesület kiadásában jelenik meg két fontos munka: Makkai Endre-Nagy Ödön: Tavaszi néphagyományaink (Kolozsvár, 1939) és Adatok téli néphagyományaink ismeretéhez (Kolozsvár, 1939, 2. kiadását szerk. Barna Gábor, Budapest, 1993). A gyűjtők alapos munkát végeztek (feltehetőleg útmutatóval dolgoztak), mert részletesen kitérnek a szereplők öltözetére, mozgására, életkorára, sőt, ha a játéknak más változata is létezik, azt is pontosan megadják; sok játék esetében a zenei anyag kottáját is.
Az erdélyi betlehemes játékok kutatásában példaértékűek Faragó József kutatásai: Betlehemezés és társadalmi ellentét. Utunk, 1947/25. Betlehemezés Csíkcsobotfalván 1946-ban. Ethnographia, 1949. 222-236. Betlehemezők és kántálók Pusztakamaráson. Kolozsvár 1947. Karácsony estéjén. Pusztakamarási kántáló. Falvak Dolgozó Népe, 1947. Karácsonyi melléklet 1. Karácsonyi köszöntő Utunk, 1947/25. A betlehemezést a népi színjátszás irányából közelíti meg, kutatja a játék eredetét, felfigyel az előkészületekre, kellékekre egyaránt, mintegy a játék teljes forgatókönyvét közli (mozgások, szövegvariánsok). Ezekben az években sokan mások is közölnek hasonló szokásleírásokat, néhol az adatok értelmezésére is sor kerül: s. a.:
- Betlehemesek a városban. Világosság, 1945. december 13.
- Bálint Erzsébet: Karácsonyi pásztorjáték (Bodola). Falvak Dolgozó Népe 1946. Karácsonyi melléklet 4-5.
- Jenei Jenő: Székelykáli betlehemes játék uo. 6-8.
- Mathia Károly: Kézdivásárhelyi betlehemes játék. Énekszó, 1946/74.
- Szabó T. Attila: Egy 18. század közepi betlehemes játék. Erdélyi Múzeum, 1946. 121-127.
- Antal Árpád: A társadalmi szervezet befolyása egy székely falu betlehemes játékára. In: Gunda Béla szerk. Miscellanea Ethnographica. Kolozsvár, 1947.

A kommunista rendszer nem kedvezett a betlehemes játékok gyűjtésének, közlésének, sőt a játéknak a művelését is tiltották. Néhány témához kapcsolódó írás mégis megjelenik:
- Seres András: Az ifjúság téli mulatsága Bodza, Barcaság, Erdővidéken, valamint a Nagy-Küküllő, Nyikó és Homoród mentén. Aluta, VIII-IX. Sepsiszentgyörgy 1977
- Seres András: Legényszervezetek és az ifjúság téli mulatságai Dél-Kelet-Erdélyben. Ethnographia, 1979/1.
- Osváth Éva – Osváth Imre: Óesztendei szokások Csáváson. Művelődés, 1981/12.
- Faragó József: Téli legényesték a kalotaszegi Kiskapun. Népismereti Dolgozatok. 1978

1990 után nagyon sok leírás születik:
- Pozsony Ferenc: Kézdialmási betlehemezés. Művelődés, 1990/ 11-12.
- Bántó Bálint: Karácsonyi játékok és köszöntők a Szatmár megyei Mikolán. Művelődés, 1991/11-12.
- Olosz Katalin: Két karácsonyi játék 1865-ből. uo.
- Olosz Katalin: Wakabayashi, Kazuhiro: Mit tanulhatunk a betlehemezésből? uo.
- Olosz Katalin: Betlehemes játékok a romániai Szatmárban. Néprajzi Látóhatár, 1992/3-4.
- Faragó József: Erdélyi néprajztudományunk a betlehemi csillag fényében. uo. 1993/2.
- Nagy István: Hopp Istók, jó estét... Szatmári betlehemesek c. könyve a legjelentősebb munka e témakörben (KJNT, Kolozsvár, 2001), amely a karácsonyi ünnepkörben szokásos dramatikus játékokkal keveredő betlehemes játékokat közöl. A kötet bevezetője hasznos kutatástörténeti áttekintést nyújt.

### Farsang
A farsangi ünnepkör a legkülönbözőbb népi játékok kiváló alkalma: halottas játékok (maszkos alakoskodás), álbírósági tárgyalások (állatokat kivégző), viaskodó, versengő játékok, tuskóhúzás, táncos kerék, adománygyűjtő felvonulások, stb. Vámszer Géza írását (Adatok a csíki farsangi szokásokhoz. Ethnographia, 1959) mások követik:
- Seres András: Farsangkergetés. Művelődés, 1980/8-9-10.
- Kardalus János: Farsangbúcsúztató. Cântarea României. 1988
- Kardalus János: Farsangi népszokások Csíkban és Gyergyóban In: A Duna menti népek hagyományos műveltsége. Budapest, 1991
- Barabás László: Farsangtemetés a Sóvidéken. KJNT Évkönyve 1. Kolozsvár, 1992
- Pozsony Ferenc: Erdélyi farsangok. Korunk, 1992/2.
- Pozsony Ferenc: Erdélyi szász farsangi szokások. Művelődés,  1995/2.
- Fazekas Loránd: A farsang múltja és jelene két túrháti faluban. KJNT Évkönyve 8. Kolozsvár 2000. 276-294.

1996-ban a Kriza János Néprajzi Társaság egész kötetet szentel a farsangi ünnepkörnek, melyben 26 szerző jelentkezik írással: Tonk Sándor, Hanni Markel, Seuleanu Ion, Barabás László, Pozsony Ferenc, András Ignác, Kardalus János, Szabó Kálmán, Balázs Lajos, Borbély Bartis Éva, Szabó Judit, Asztalos Enikő, László János, Csergő Bálint, Kun Kriza Ilona, Keszeg Vilmos, Gazdáné Olosz Ella, Balla Tamás, Mitruly Miklós, Major Miklós, Bokor Irén, Csobán Endre Attila, Dukrét Géza, Bagosi József, Tóth Erika (Barabás László – Pozsony Ferenc – Zakariás Erzsébet szerk. KJNT Évkönyve 4. Erdélyi és partiumi farsangok. Kolozsvár, 1996).

### Lakodalom
A lakodalom a színjátszás és népi játék sajátos szertartás jellegű formája, melynek láthatatlan rendezője van, és ez a tradíció. A lakodalom játékai történhetnek pantomimek, maszkos alakoskodások formájában, nagy részük egy-egy társadalmi konfliktust jelenít meg, azonban a lakodalom egészét is népi játékként kezelik a forgatókönyve miatt. A néprajz a lakodalmi szokásleírásokat az emberélet fordulóihoz kötődő átmeneti szokásokhoz sorolja, Balázs Lajos nemcsak a monográfiák hiányát, hanem a szokáskutatás mikéntjét is nehezményezi. Az ő munkássága pótolni igyekszik ezt a hiányt a közel 60 tanulmányban és egy szakmonográfiában (Az én első tisztességes napom. Párválasztás és lakodalom Csíkszentdomokoson. Monográfia. 1994). Rövidebb esettanulmányok, szokásleírások azonban születtek az utóbbi években:
- Máté János: A magyarhermányi régi lakodalom. Művelődés, 1993/6-7;
- Palkó Attila: A Felső-Maros menti magyarok lakodalmi szokásai. Néprajzi Látóhatár, 1995/2;
- Istók György – Pozsony Ferenc: Lakodalom a moldvai Klézsén. Művelődés Antológia 1998. 159-163.

A fent említett tanulmányokon és szakkönyveken kívül nagyon sok folklórgyűjtés tartalmaz különböző szokásleírásokat, közli a szokásszövegeket. Ezek közül a legfontosabbak:
- Horváth István: Magyarózdi toronyalja (1971)
- Gazda Klára: Gyermekvilág Esztelneken (1980)
- Seres András: Barcasági magyar népköltészet és népszokások (1984)
- Vasas Samu – Salamon Anikó: Kalotaszegi ünnepek (Budapest, 1986)
- Hála József: Óévbúcsúztató és újévköszöntő népszokások a Nagy-Homoród menti falvakban. In: Fejős Zoltán – Küllős Imola szerk. Vallásosság és népi kultúra a határainkon túl (Budapest, 1990)
- István Lajos: Jeles napok Korondon (1994)
- Molnár István: Tavaszi ünnepkör az erdélyi unitáriusoknál. In: Vallási Néprajz 6. (Debrecen, 1994)
- Keszeg Vilmos – Pozsony Ferenc: Tavaszi népszokások. KJNT Értesítője 1. (Kolozsvár, 1994)
- Tankó Gyula: Gyimesi szokásvilág (Székelyudvarhely, 1996)
- Zsigmond József – Palkó Attila: Magyaró néphagyományaiból (Marosvásárhely, 1996)
- Pozsony Ferenc: Az erdélyi szászok jeles napi szokásai (Csíkszereda, 1997)
- Pozsony Ferenc: Szól a kakas már. Szász hatás az erdélyi magyar jeles napi szokásokban (Csíkszereda, 1998)
- Seres András: Forog az esztendő kereke. Sóvidéki népszokások (Marosvásárhely, 1998)
- Székely Ferenc: Jeles napok, ünnepek, szokások Vadasdon (Székelyudvarhely, 1999)
- Gráfik Imre – Turbéky Dénes: Széki lakodalom (Marosvásárhely 2000)
- Nagy Olga szerk.: Változó népi kultúra. Társadalomnéprajzi vizsgálat Havadon (Bukarest-Kolozsvár, 2000)
- Barabás László: Aranycsitkók, maszkurák, királynék. Erdélyi magyar dramatikus népszokások (Marosvásárhely, 2000). A magyar szokáskutatás legújabb színfoltja és egyben az erdélyi népi játékleírások összefoglaló munkája. A kötet rendezőelve a kalendáriumi idő. Középpontban az alkalom áll, nem az eseménytől elvonatkoztatott, absztrahált szokásmodell, hanem a kommunikáló, virtuskodó, játszó, a hagyomány nyújtotta biztonságban élő-mozgó ember.

## Népi gyermekjátékok
A népi játékok körébe tartoznak a népi gyermekjátékok is. Monográfiájában Gazda Klára így ír ezekről: „komplex műfaj, amelyben a cselekmény, szöveg, dallam, ritmus, mozgás és eszköz még nem váltak szét egymástól, de egyik alkotásban az egyik, másikban a másik tartalmi és formai összetevő dominál.” A mű hatalmas vállalkozás, a romániai magyar néprajztudomány kezdeteitől máig első ízben bizonyult méltónak igényes alcímére: Néprajzi monográfia. A szerző végigkíséri egy háromszéki falu gyermekeinek múltbeli és mai, munkás és játékos mindennapjait, s ezt követi a repertoár: 803 gyermekjáték bemutatása (Gazda Klára: Gyermekvilág Esztelneken. 1980). A munkának természetesen előzményei és folytatásai is vannak:
- Kresz Mária: A gyermekkor és ifjúkor néprajza egy kalotaszegi faluban. Ethnographia, 1944. 43-147
- Kresz Mária: Játék a kalotaszegi Nyárszón. Néprajzi Közlemények 1959/4
- József Dezső: A nyikómenti gyermekek magakészítette játékszerei (Kolozsvár, 1943)
- Faragó József: Magyarkiskapusi gyermekhangszerek. Erdélyi Múzeum, 1946. 59-63.
- Faragó József: Népi gyermekjáték és társadalomtörténet. Utunk, 1948/11.
- Seres András: Népköltészetünk elfelejtett területe. Művelődés, 1969/11.
- Fábián Imre: Szalontai népi játékok. Művelődés, 1971/10.
- Selmeczy Marcella: Szedem szép virágom. Kisgyermekek játékoskönyve (1972)
- Gazda Klára: A pásztorkodó gyermekek játékai Esztelneken. Aluta, 1974-1975. 248-260.
- Vasas Samu: A kalotaszegi gyermek (Budapest, 1993)
- István Lajos: Korondi gyermekhangszerek (Kecskemét, 1994)
- Zsók Béla: Dévai székely gyermekek játékai. Honismeret, 1994/22.

## Színpadra alkalmazott népi játék
A népi játékokat gyakran színpadra ültették, ezt a jelenséget a néprajz folklorizmusnak nevezi. A népi kultúra egy eleme, elemcsoportja kikerül eredeti közegéből, a folyamat során önmagán túlmutató, másodlagos jelentéssel bír. Jelen esetben a folklorizmusnak a reprezentációs alaptípusával állunk szemben. A műfajt a következő művek képviselik:
- Czumbel Lajos: Betlehem. Karácsonyi pásztorjáték (Szatmár, 1928)
- Smialy József: A kis Jézus első győzelme. Karácsonyi pásztorjáték. (Szatmár, 1929)
- Kovács Nándor: Karácsonyi pásztorjáték öt jelenetben (Katholikus Világ Színpada VIII. Kolozsvár, 1930)
- Betlehemes játék (Népkönyvtár 9. Kolozsvár, 1930). Három betlehemes játék (Nagyvárad, 1939)
- Bodor János: Karácsonyi jelenetek (Nagyvárad, 1940)
- Venczel József: Misztériumjáték (Népművelési Füzetek 7. Kolozsvár, 1940)
- Lutzinger Richard: Haláltánc. Középkori misztériumjátékok. Magyarra ford. Orth Győző. (Nagyvárad, é. n.)

## Népi játék mint színpadi műfaj
A romániai magyar irodalomban a népi játékot egy meglehetősen tágan értelmezett színpadi műfaj meghatározására használták az 1930-as évektől kezdve. Olyan darabokról van szó, amelyek paraszti környezetben és szereplőkkel játszódnak, s helyzeteik, alakjaik megformálása során az író egy-egy vidék ma is élő néphagyományi elemeit is felhasználja. Népi játékoknak nevezte színpadi műveit Tamási Áron, s bennük az alakoskodások típusszerepei, fordulatai olykor egyenesen cselekményszervező elvvé váltak: az Énekes madárban például a szerelmesek elválasztására szövetkezett vénlegények és vénleányok szinte természetfölötti mesterkedéshez folyamodnak, hogy céljukat elérjék, s ennek megfelelő a fiatalok védekezése is. Mesei elemek felhasználásával fejezi ki az író az aktuális politikai mondanivalóját a Tündöklő Jeromosban az alakoskodással rokon szerepjátszás a Csalóka szivárvány meghatározó eleme, s van Tamásinak olyan "játéka" is, amelyben a Jó és a Gonosz harcát teljesen népmesei keretben eleveníti meg, e mögé rejtve egyértelmű diktatúraellenes célzatát (Ördögölő Józsiás).
Tamásival egy időben Nyirő József is merít balladisztikus színpadi művében, a Júlia szép leányban a népi játék eszköztárából. Ez a mű már a romániai magyar dráma kék madár-irányzatához tartozik, amely a hazai dráma felfrissítésére fordult ehhez az új ihletforráshoz. Ide sorolja a drámatörténet Györkös Ferenc Szentlászlói vőlegények c. népi játékát, amelybe a szerző a Kolozsvár környéki falu lakodalmas szokásait építi bele, Gaál Lajos Székely guzsajas c. népi daljátékát, amely három dramatikus életkép füzéreként eleveníti meg a székely népélet egy-egy jellegzetes mozzanatát. Ide sorolható Szentimrei Jenő kalotaszegi környezetben játszódó és kalotaszegi szereplőket felvonultató darabja, a szintén ballada-ihletésű Csáki bíró lánya, valamint a Kecseti kaláka, amelynek budapesti bemutatójáról Tamási Áron írt lelkes cikket: „Ilyenkor különösen rádöbben az ember – írta –, hogy nemhiába divatos jelszó ma városon is a kollektivitás: micsoda erő és szépség van benne [...] Nem is elégséges az a szó, hogy szépek voltak, azt kielégítőleg csak a ruhájukra mondhatom. Ők több voltak, mint szép: az erő és az erkölcs együtt. Nemesek, póz nélküliek, igazi emberek” (Győztek a székelyek. Magyarország 1935. április 2.).